# فرودگاه هاریمان-اند-وست
فرودگاه هاریمان-اند-وست (به انگلیسی: Harriman-and-West Airport) (به زبان بومی: Harriman-West Airport) یک فرودگاه همگانی بهره‌برداری هوایی است که یک باند فرود آسفالت دارد و طول باند آن ۱۳۱۱ متر است. این فرودگاه در شهر آدمز شمالی، ماساچوست کشور ایالات متحده آمریکا قرار دارد و در ارتفاع ۱۹۹ متری از سطح دریا واقع شده‌است.